# Sandbach (Acher)
Der Sandbach ist ein Gewässer im baden-württembergischen Landkreis Rastatt und im Stadtkreis Baden-Baden. Von seiner Quelle läuft er als Bühlot nordwestlich im Nordschwarzwald, dann in der Oberrheinischen Tiefebene zunächst nordnordöstlich und später bis zu seiner Mündung wieder nordwestlich. Seine Mündung liegt gut 29 Kilometer unterhalb seiner Quelle bei Iffezheim, wo er von rechts kommend in den Altrheinzug genannten Unterlauf der Acher einmündet.

## Name
Der Name Bühlot (mhd. Bühelat) für den Oberlauf bis Bühl ist eine Komposition aus dem Ortsnamen Bühl und dem Hydroym -ache. Im Mittelalter wurde aus Bühelache  die Bezeichnung Bühelat und schließlich mit mundartlicher Hebung des a zu o Bühelot. Andere Schreibweisen waren Büchelache (1377), Buhelat (1427), Bluewelbach und Bluwelat.

## Geographie

### Verlauf
Das Quellgebiet des Sandbachs liegt in der Nähe der Schwarzwaldhochstraße (B500) zwischen Hundseck und Unterstmatt am Hochkopf auf einer Höhe von circa 855 m ü. NN.
Der Sandbach fließt zunächst unter dem Namen Bühlot mit großem Gefälle nach Norden, wo mehrere kleine Bäche wie das Rotwässerle auf den Sandbach treffen. Bei der Einmündung des von Sand kommenden Wiedenbachs, der auch den Gertelbach mit den bei Wanderern sehr beliebten Gertelbachfällen als Zufluss hat, ändert der Sandbach seine Flussrichtung nach Nordwesten. Hier durchfließt er die Gemeinde Bühlertal, wo die von links kommenden Bäche Grünebächle und Eichwaldbächle sowie der von rechts kommende, Liehenbach und weitere kleine Bäche in ihn einmünden. Außerdem gibt es in Bühlertal das nach dem Lokalnamen des Sandbachs benannte Bühlot-Bad, das er teilweise unterquert.
Durch Altschweier schlägt die Bühlot einen Linksbogen und fließt nun bis an den Rand des geschlossenen Siedlungsbereichs von Bühl südwestlich, dann durch diesen nun unter dem endgültigen Namen Sandbach nach Westen. Am Stadtgarten in Bühl zweigt dabei ein kleiner Graben nach rechts ab, der Kirchgassgraben, der jedoch am Ortsende wieder zurückfließt. Kurz nach diesem Abzweig unterquert der Bach die Rheintalbahn. Hinter der Brücke der Bundesstraße 3 endet die Siedlungszone, der Sandbach wendet sich nach rechts und fließt in nordnordöstlicher Richtung weiter.
In Vimbuch zweigt der Sandbach-Flutkanal ab, der den Sandbach mit dem Scheidgraben verbindet. Bei Ottenhofen mündet der Rittgraben, der das Gewerbegebiet von Bühl sowie die Vorbergzone nördlich der Stadt entwässert. In Weitenung münden von rechts der Steinbach und der Grünbach und ein paar Kilometer weiter bei Kartung der Sinzheimer Dorfbach. Kurz nachdem der linke Teilungsarm Ooskanal der Oos ihn gespeist hat, unterquert er die Bundesautobahn 5 und fließt nach Nordwesten.
In nordwestliche Richtung fließend, verlässt der Sandbach die Kinzig-Murg-Rinne, in der er ab Bühl gelaufen ist, und durchquert die Stollhofener Platte. Es wird vermutet, dass der Gewässerabschnitt durch diese Landschaft im 14. oder 15. Jahrhundert künstlich angelegt wurde; zuvor soll der Sandbach weiter nach Norden geflossen sein, wo er zusammen mit der Oos den später trockengelegten Landsee speiste, der sich zwischen Oos, Sandweier, Niederbühl und Haueneberstein erstreckte. Pfähle einer früheren Brücke auf der Stollhofener Platte konnten dendrochronologisch auf ein Fälldatum um 1439 datiert werden.
Am Übergang von der Stollhofener Platte zur Rheinniederung zweigt nach rechts der Mühlbach von Iffezheim ab, der Oberlauf des Riedkanals. Weiter nach Nordwesten laufend, mündet der Sandbach auf einer Höhe von 116 m ü. NHN von rechts in den Altrheinzug genannten Unterlauf der Acher, nachdem er noch kurz davor vom Rheinniederungskanal unterquert wurde. Die Acher mündet rund 3,5 Kilometer weiter nördlich in den Rhein, auf diesem Teilabschnitt trägt sie den lokalen Namen Sandbach.
Der rund 13 km lange Oberlauf Bühlot endet etwa 720 Höhenmeter unterhalb seiner Quelle, er hat somit ein mittleres Sohlgefälle von ungefähr 56 ‰. Auf dem 16,1 km langen Unterlauf Sandbach beträgt der Höhenunterschied 19 Meter, was einem Sohlgefälle von 1,2 ‰ entspricht.

### Einzugsgebiet
Das 120,85 km² große Einzugsgebiet des Sandbachs liegt im Schwarzwald und im Nördlichen Oberrheintiefland. Es wird über die Acher und den Rhein in die Nordsee entwässert.
Es grenzt
- im Nordosten an das des Oosbachs, der über die  Murg in den Rhein entwässert;
- im Osten an das des Grobbachs, der in die Oos mündet;
- im Südosten an das des Schwarzenbachs, der in den Murgzufluss Raumünzach mündet;
- im Südwesten an das des Notbachs, der über den Strang Laufbach-Röderbach-Flutkanal-Sasbach in die Acher entwässert;
- im Westen an das des Kleinen Sulzbächles, das ebenfalls den Sasbach-Strang speist;
- im Nordwesten an das des Rheinniederungskanals
- und im Norden an das des Riedkanals.

Die höchste Erhebung ist der 1038,3 m ü. NHN erreichende Hochkopf im Süden des Einzugsgebiets.

### Zuflüsse
Tabelle der Sandbach-Zuflüsse mit einem Einzugsgebiet über 4 km², des abzweigenden Sandbach-Flutkanals und des Sandbachs selbst. Mit Namen, Fließgewässerkennzahl (GKZ), Mündungsseite, Stationierung der Zuflussstelle (von der Mündung des Sandbachs selbst aufwärts gerechnet), Länge und Einzugsgebiet (EZG) nach den Daten der amtlichen Gewässerkarte. Orte und Höhen nach der amtlichen topographischen Karte. Nachweise für diese Übersicht sind im Hauptartikel.
| Name                | GKZ       | Seite  | Stat. m | Länge km | EZG km²   | Mündung Ort                | m ü. NHN | Ursprung Ort             | m ü. NHN |
| ------------------- | --------- | ------ | ------- | -------- | --------- | -------------------------- | -------- | ------------------------ | -------- |
| Wiedenbach          | 235728-12 | rechts | 24.723  | ca. 03,2 | ca. 06,2  | ⊙ bei Bühlertal-Sickenwald | 355      | ⊙ bei Sand               | 728      |
| Hirschbach          | 235728-14 | rechts | 22.636  | ca. 03,5 | ca. 06,4  | ⊙ bei Bühlertal-Obertal    | 260      | ⊙ bei Schwanenwasen      | 635      |
| Sandbach-Flutkanal  | 23579244  | links  | 12.672  | ca. 06,0 | ca. –     | ⊙ bei Vimbuch              | 129      | ⊙ östlich von Schwarzach | 123      |
| Rittgraben          | 235728-18 | rechts | 11.402  | ca. 03,4 | ca. 09,0  | ⊙ bei Weitenung            | 126      | ⊙ westlich von Bühl      | 130      |
| Steinbach           | 235728-2  | rechts | 10.771  | ca. 09,0 | ca. 15,1  | ⊙ bei Weitenung            | 127      | ⊙ beim Sollsberg         | 496      |
| Grünbach            | 235728-4  | rechts | 09.717  | ca. 07,5 | ca. 12,1  | ⊙ bei Müllhofen            | 125      | ⊙ An der Lache           | 392      |
| Stockmattengraben   | 235728-52 | rechts | 07.986  | ca. 04,1 | ca. 04,6  | ⊙ bei Halberstung          | 124      | ⊙ bei Ebenung            | 206      |
| Sinzheimer Dorfbach | 235728-54 | rechts | 06.065  | ca. 04,5 | ca. 04,5  | ⊙ bei Tiefenau             | 122      | ⊙ bei Vormberg           | 273      |
| Ooskanal            | 235728-56 | rechts | 04.655  | ca. 03,3 | ca. 08,1  | ⊙ bei Kartung              | 122      | ⊙ in Oos                 | 129      |
| Schinlingraben      | 235728-6  | links  | 03.129  | ca. 06,7 | ca. 17,8  | ⊙ im Hardtwald             | 122      | ⊙ bei Leiberstung        | 123      |
| Sandbach            | 235728    | –      | –       | ca. 29,2 | ca. 120,8 | ⊙ bei Iffezheim            | 116      | ⊙ beim Pfrimmackerkopf   | 855      |

## Geschichte der Wasserkraftnutzung
Die Wasserkraft von Bühlot bzw. Sandbach wurde seit Jahrhunderten bis in die 1980er Jahre durch Mühlen und Sägewerke genutzt. Heute sind die meisten dieser Anlagen außer Betrieb. Das Museum Geiserschmiede in Bühlertal und das Museum Rohrhirschmühle im Bühler Stadtteil Altschweier erinnern an diese Tradition. Eine Dissertation mit dem Titel "Geschichte der Wasserkraftnutzung entlang der Bühlot/Sandbach" beschreibt die Nutzung der Wasserkraft zwischen 1553 und 1928.

## Hochwasserschutz
Die hohe Sedimentfracht des Sandbachs führte beim niedrigen Gefälle des Flusses in der Oberrheinebene zu regelmäßigen Überschwemmungen. 1607 erließ eine vom badischen Markgrafen Georg Friedrich eingesetzte Kommission einen Schiedsspruch, der Streitigkeiten der Anliegergemeinden beenden sollte. Der Schiedsspruch regelte die „Bachputzete“, bei der 250 Menschen aus den Anliegergemeinden den Sandbach in Fronarbeit reinigten. In der Gegenwart wird der Sandbach von einem Abwasserzweckverband gereinigt und unterhalten.
Vor 1934 mündete der Sandbach knapp vier Kilometer nördlich der heutigen Mündung bei Wintersdorf in den Rhein. Die Gemeinde Wintersdorf verlor als Folge des Ersten Weltkrieges ihren Grundbesitz im Elsass und strebte seit 1922 eine Verlegung der Sandbachmündung an, um die landwirtschaftlich nutzbare Fläche in der Gemarkung ausweiten zu können. Das mitbetroffene Iffezheim scheute zunächst die hohen Kosten, stimmte jedoch der Verlegung der Mündung zu, nachdem 1931 ein Hochwasser des Sandbachs große Flächen überschwemmt hatte. Die Verlegung der Mündung wurde 1933 und 1934 als Arbeitsbeschaffungsmaßnahme durchgeführt. Dabei wurde der Sandbach in der Rheinniederung eingedeicht.
Im Lauf der Acher-Rench-Korrektion (Areko) ab 1936 begradigte man den Sandbach von der heutigen Unterquerung der neuen B3 bis zum Abzweig des Sandbach-Flutkanals. Der Sandbach-Flutkanal entstand ebenfalls während der Areko. Der Kanal ist für einen Abfluss von 35 Kubikmeter pro Sekunde dimensioniert und verbindet den Sandbach mit einem Hochwasserrückhaltebecken für 2,2 Millionen Kubikmeter Wasser im Abtsmoor. Der Flutkanal überquert den Sulzbach, unterquert den Laufbach und mündet in den Scheidgraben.

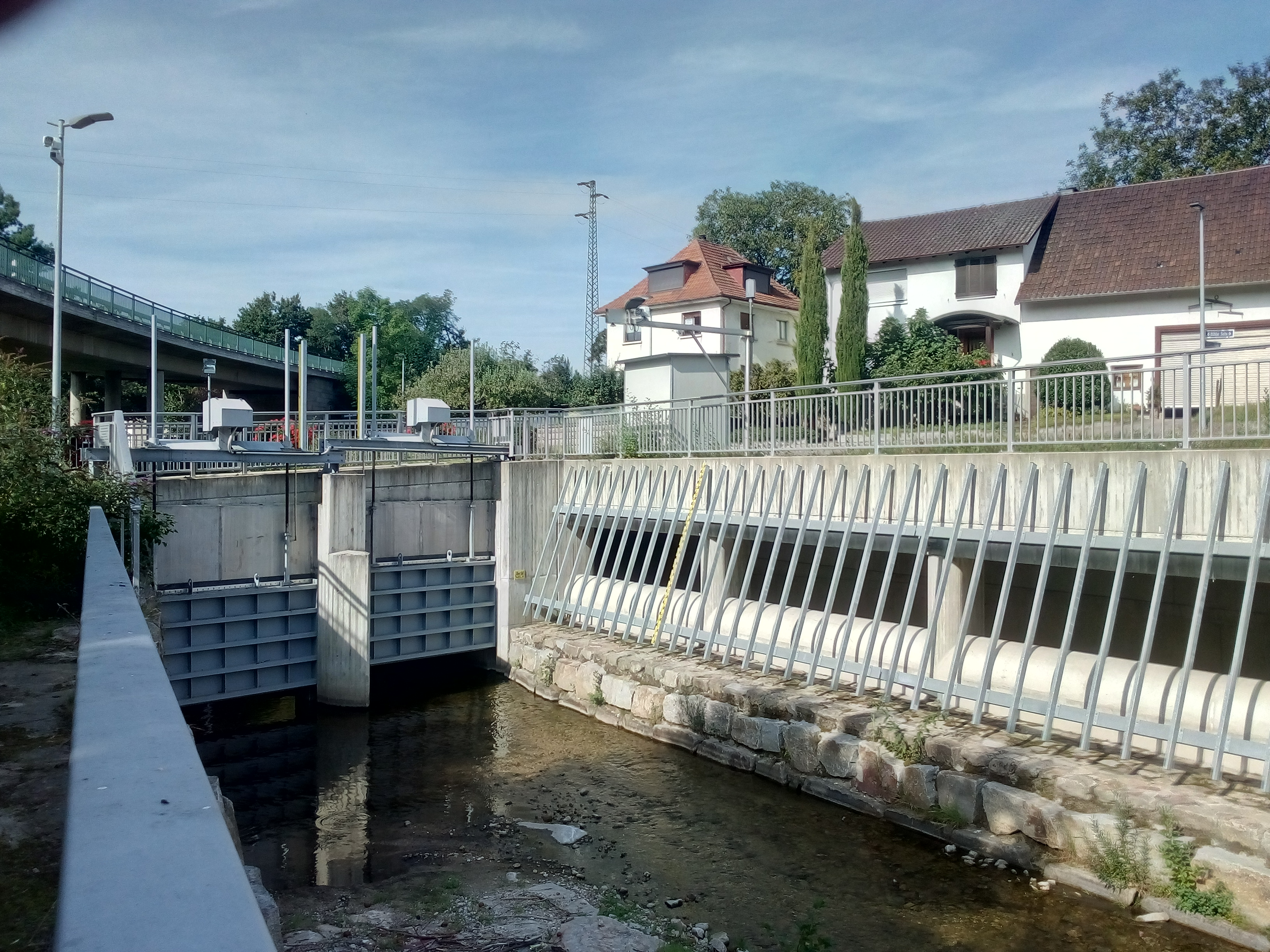
Hochwassertunnel Bühl, Abzweigbauwerk in Altschweier

Im Mai 1978 und im Oktober 1998 verursachten Hochwasser der Bühlot in der Bühler Innenstadt Schäden von mehreren Millionen DM. Die maximalen Abflüsse betrugen 46 und 47 Kubikmeter in der Sekunde. Die Abflusskapazität des Flussbettes in der Bühler Innenstadt konnte durch punktuelle Maßnahmen von 18 auf 31 Kubikmeter pro Sekunde erhöht werden. Der Bau eines Hochwasserrückhaltebeckens im Tal oberhalb von Bühl war aus ökologischen Gründen und wegen der Bebauung nicht möglich. Deshalb wurde zwischen 2009 und 2013 ein 1034 Meter langer Hochwasserentlastungstunnel gebaut, der vom Stadtteil Altschweier längs des Autobahnzubringers zum nördlichen Stadtrand von Bühl verläuft. Der Tunnel kann bei einer Höhe von 3,2 Meter und einer Breite von 3,5 Meter über 35 Kubikmeter pro Sekunde aufnehmen. An den Tunnel schließt sich eine Flutmulde an, die zum Steingraben führt. Der Steingraben entwässert über den Engert- und den Rittgraben in den Sandbach. Zwischen Flutmulde und Steingraben liegt der Einlass zum neuen Hochwasserrückhaltebecken Neumatt, das auf einer Fläche von 30 Hektar rund 437.000 Kubikmeter Wasser aufnehmen kann. Insgesamt wurden 18,5 Millionen Euro investiert, wovon das Land Baden-Württemberg 70 Prozent übernahm. Gleichwohl noch nicht vollständig fertiggestellt, wurde der Tunnel beim Hochwasser im Mai und Juni 2013 genutzt. Dabei war das Hochwasserrückhaltebecken Neumatt zu rund 30 Prozent gefüllt.

### LUBW
Amtliche Online-Gewässerkarte mit passendem Ausschnitt und den hier benutzten Layern: Lauf und Einzugsgebiet des Sandbachs

Allgemeiner Einstieg ohne Voreinstellungen und Layer: Daten- und Kartendienst der Landesanstalt für Umwelt Baden-Württemberg (LUBW) (Hinweise)
1. 1 2 3  Höhe nach dem Höhenlinienbild auf dem Hintergrundlayer Topographische Karte.
2. ↑  Länge nach dem Layer Gewässernetz (AWGN).
3. ↑  Einzugsgebiet aufsummiert aus den Teileinzugsgebieten nach dem Layer Basiseinzugsgebiet (AWGN).
4. 1 2  Mündungsverhältnisse und Namen nach dem Layer Gewässernamen des Online-Kartenservers der LUBW.
5. ↑  Steckbrief HRB Abtsmoor bei der LUBW (abgerufen am 10. September 2019).

### Andere Belege
1. ↑  Heinz Fischer: Geographische Landesaufnahme: Die naturräumlichen Einheiten auf Blatt 169 Rastatt. Bundesanstalt für Landeskunde, Bad Godesberg 1967. → Online-Karte (PDF; 4,4 MB)
2. ↑  Deutsches Gewässerkundliches Jahrbuch Rheingebiet, Teil I 2009 Landesanstalt für Umweltschutz Baden-Württemberg, S. 89, abgerufen am 7. März 2021 (PDF, deutsch).
3. ↑  Albrecht Greule: Deutsches Gewässernamenbuch. Walter de Gruyter, Berlin / Boston 2014, ISBN 978-3-11-057891-1, S. 77, „Bühlott“ (Auszug in der Google-Buchsuche).
4. ↑  Billot, Büllot oder Bühlot? Abgerufen am 10. Januar 2015.
5. ↑  Kurt Hochstuhl: Iffezheim. Die Geschichte eines Dorfes am Rhein. Regionalkultur, Ubstadt-Weiher 2006, ISBN 978-3-89735-465-4, S. 30, 327 f.
6. ↑  G. Hoffmann: Überlegungen zum Thema “Römerstraßen in Mittelbaden”. In: Archäologische Nachrichten aus Baden. 1988(40/41), S. 39–45, hier S. 43 (pdf, 3.2 MB).
7. ↑  Museum Geiserschmiede. In: https://museum-geiserschmiede.de/. Abgerufen am 23. Juni 2024.
8. ↑  Rohrhirschmühle Altschweier. In: https://www.alemannische-seiten.de/. Alemannische Seiten, abgerufen am 23. Juni 2024.
9. ↑  Michael Rumpf: Geschichte der Wasserkraftnutzung entlang der Bühlot/Sandbach, Dissertation. In: https://phka.bsz-bw.de. Pädagogische Hochschule Karlsruhe, 17. Juni 2023, abgerufen am 23. Juni 2024.
10. ↑  Hochstuhl, Iffezheim, S. 37–39.
11. ↑  Hochstuhl, Iffezheim, S. 39 f, 179.
12. ↑  Josef Riegelsberger: Acher-Rench-Korrektion. In: Innenministerium Baden-Württemberg (Hrsg.): Wasserwirtschaft in Baden-Württemberg. Wasserversorgung, Abwasserbeseitigung, Flussbau, Talsperrenbau, landwirtschaftlicher Wasserbau, Verwaltung, Organisation. Verwaltungs-Verlag, München 1969, S. 146–152, hier S. 150;
 W. Schweinfurth, H. Klüver: Bühl. Naturraum und Siedlung. In: Landesarchivdirektion Baden-Württemberg (Hrsg.): Der Landkreis Rastatt. Thorbecke, Stuttgart 2002, ISBN 3-7995-1364-7, S. 381–400, hier S. 389.
13. ↑  Michael Pfeiffer: Hochwasserschutz an der Bühlot. In: Stadt Bühl, Stadtgeschichtliches Institut (Hrsg.): Bühler Jahrbuch 2014. Seitenweise, Bühl 2014, ISBN 978-3-943874-10-5, S. 93–104;
Michael Pfeiffer: Hochwasserschutzkonzept Bühlot – Tunnelbau für den Hochwasserschutz. In: WBW Fortbildungsgesellschaft für Gewässerentwicklung mbH (Hrsg.): Sicherheit von Hochwasserrückhaltebecken. Verantwortlichkeiten bei Betrieb und Überwachung, Wasserstands- und Abflussmessung, Stahlwasserbau. (=Erfahrungsaustausch Betrieb von Hochwasserrückhaltebecken in Baden-Württemberg, Band 15), Karlsruhe 2012, S. 88–95 (Download (Memento des Originals vom 4. März 2016 im Internet Archive)  Info: Der Archivlink wurde automatisch eingesetzt und noch nicht geprüft. Bitte prüfe Original- und Archivlink gemäß Anleitung und entferne dann diesen Hinweis.).